# Decumanus Maximus

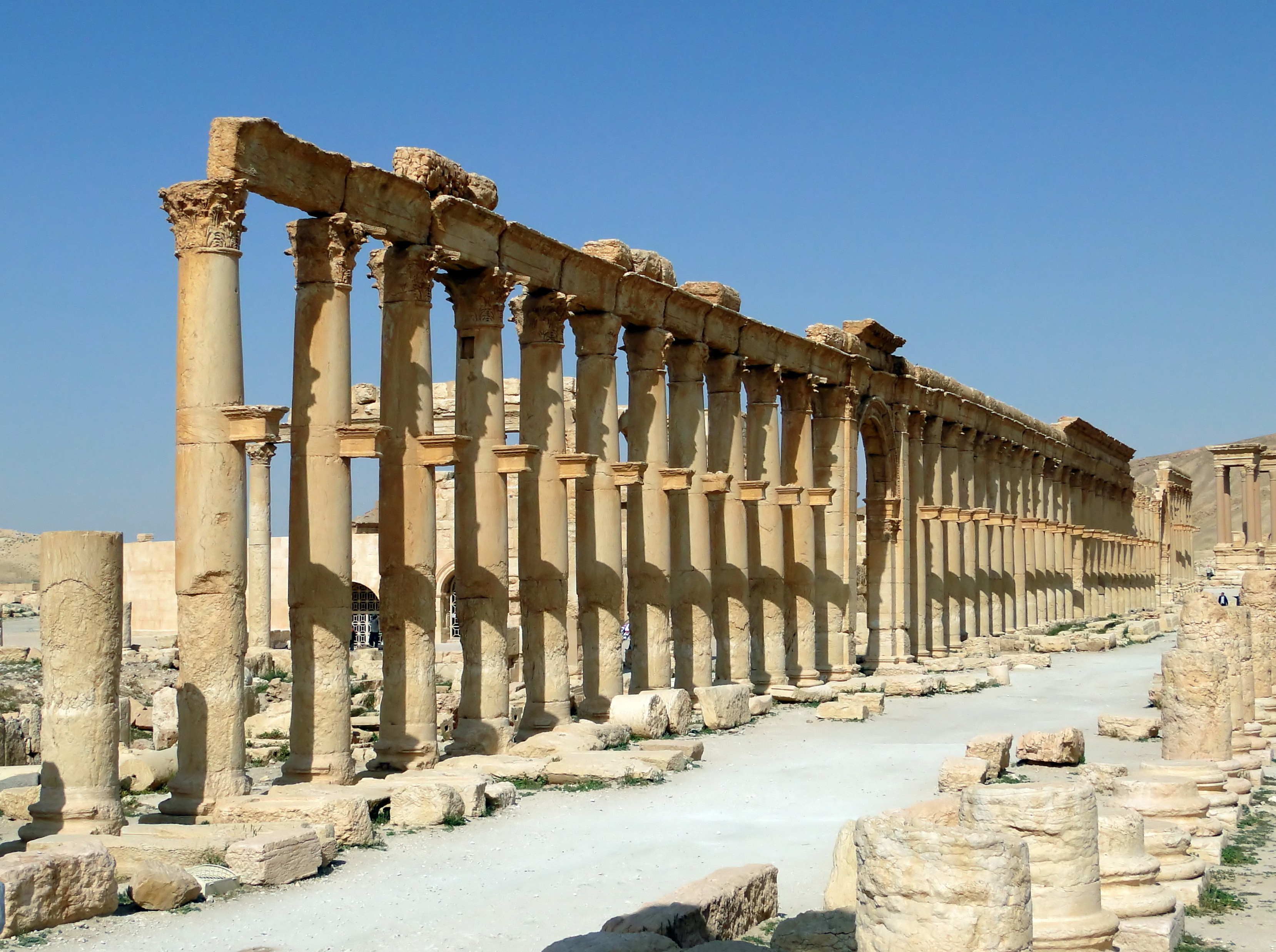
Decumanus Maximus i Palmyra i Syrien.

Decumanus var inom romersk stadsplanering en öst/västligt orienterad gata i en romersk stad eller castrum (romerskt militärläger). Huvudgatan i denna riktning kallades för Decumanus Maximus. I mitten av staden korsade Decumanus Maximus den vinkelräta huvudgatan som kallades Cardo Maximus och gick från norr till söder. Stadens forum låg ofta nära denna korsning. När romerska städer skulle anläggas angavs korsningen mellan dessa två huvudgator med det romerska mätinstrumentet groma.

## Exempel
I den antika romerska staden Barcino (dagens Barcelona, Spanien) startade Decumanus Maximus vid den senromerska porten (som fortfarande står kvar) framför Placa Nova torget.
I den romerska staden Gadara (dagens Umm Qais i Jordanien) går Decumanus Maximus från öst till väst i ungefär en kilometer.

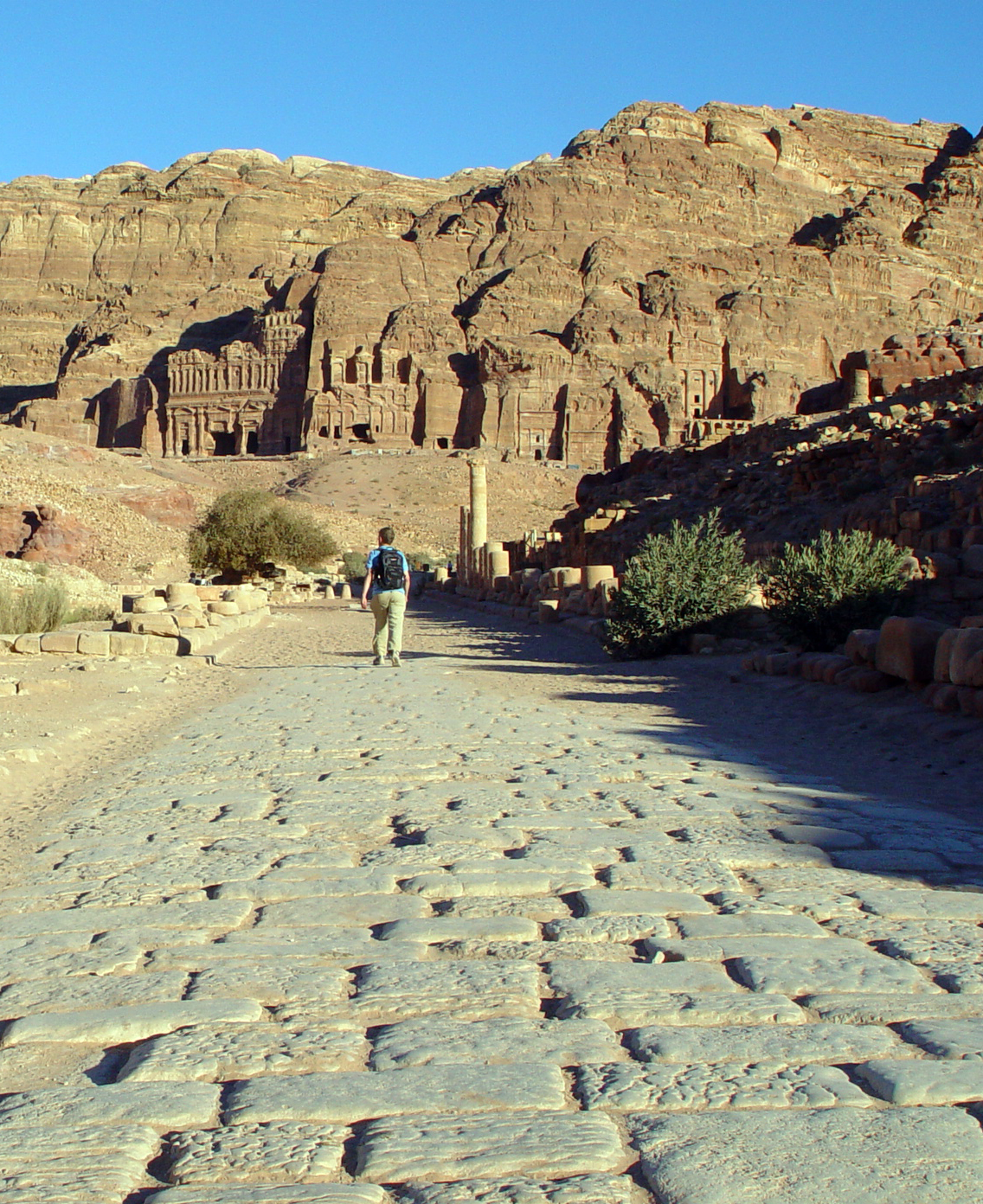
Decumanus Maximus i Petra, Jordanien, med handelsbutiker på båda sidorna av vägen.